# Reimar von Kleist
Reimar von Kleist (* 10. April 1710 in Schwellin; † 7. September 1782 in Rathenow) war ein königlich preußischer Generalmajor, sowie von 1770 bis 1775 Inhaber des Regiments der „Leib-Carabiniers“.

## Familie
Reimar von Kleist war der vierte Sohn des Lorenz Christian von Kleist (1676–1756) Erbherr auf Schwellin und Klein Voldekow und der Maria Elisabeth von Kleist (1688–1747). Er hatte zehn Geschwister. 1745 vermählte er sich mit Hedwig Elisabeth (1722–1806), einer geborenen von der Hagen und Schwester des Historikers Thomas Philipp von der Hagen. Aus der Ehe gingen in den Jahren 1746 bis 1767 elf Kinder hervor. Der General der Infanterie Ferdinand von Kleist (1796–1867) war einer seiner Enkel.

## Leben
Kleist verließ jung sein Elternhaus und wurde Page bei Markgraf Albrecht. Dieser hatte das Regiment der Leib-Carabiniers von 1692 bis 1731 inne. So hatte Kleist von Beginn seiner Laufbahn an eine sehr direkte Beziehung zu seinem Regiment. Schon 1730 wurde er dort Unteroffizier, avancierte 1731 zum Kornett, 1736 zum Leutnant, 1744 zum Stabsrittmeister, 1745 zum Eskadronchef, 1757 zum Major, 1767 zum Oberleutnant, 1768 zum Kommandeur des Leib-Kürassier-Regiment Nr. 3, 1769 zum Oberst und kehrte 1770 als Kommandeur und Chef zum Leib-Carabinier-Regiment zurück, wo er schließlich 1771 zum Generalmajor befördert wurde. 1775 erhielt Kleist Versorgung, nachdem er krankheitsbedingt um Verabschiedung ersucht hatte.
Im Ersten Schlesischen Krieg nahm Kleist an den Schlachten bei Mollwitz und Hohenfriedberg teil. Im Siebenjährigen Krieg nach der Schlacht bei Zorndorf erhielt er den Orden Pour le Mérite. 1760 jedoch erlitt sein Regiment bei einem feindlichen Überfall schwere Verluste, was ihm den Tadel des Königs einbrachte, ihn jedoch nicht in Ungnade fallen ließ. Denn 1766 erhielt er durch allerhöchste Kabinettsorder die Amtshauptmannschaft über Sehesten im Landkreis Sensburg in Ostpreußen. 1767 übernahm Friedrich der Große dann auch die Patenschaft für Reimars jüngsten Sohn.
Von seinem Bruder kamen nach dessen Konkurs die Familiengüter Schwellin und Voldekow auf ihn, die er jedoch 1779 dem königlich preußischen Generalleutnant Friedrich Wilhelm von Lölhöfel erblich weiter veräußerte. Sein ältester Sohn Ludwig Franz Philipp Christian von Kleist (1748–1809) war königlich preußischer Oberst und ebenfalls Träger des Ordens Pour le Mérite.